# Мустафин, Александр Иванович
Мустафин Александр Иванович (1850—1912) — русский кораблестроитель, генерал-лейтенант Корпуса корабельных инженеров.

## Биография
Мустафин Александр Иванович родился 5 декабря 1850 года.
В 1873 году окончил кораблестроительное отделение Технического училища Морского ведомства в Кронштадте и произведён в кондукторы Корпуса корабельных инженеров.
В 1884 году окончил Военно-морскую академию.
В 1886—1887 годах поручик Мустафин был наблюдающим от Морского технического комитета за постройкой канонерской лодки «Кореец» на верфи Бергзунд Меканиска в Стокгольме.
В 1886 году переаттестован из поручиков в младшие судостроители.
Участвовал в постройке броненосца «Сисой Великий», который был заложен в деревянном эллинге Нового Адмиралтейства 25 июля 1891 года. Сначала строителем был назначен старший судостроитель В. В. Максимов, а затем его сменил младший судостроитель А. И. Мустафин.
В 1895 году Мустафин назначен старшим строителем броненосца «Ослябя», который был заложен 9 ноября 1895 года на верфи в Новом Адмиралтействе. Позже Мустафина сменил на постройке «Осляби» А. Е. Леонтьев.
В 1897 году А. И. Мустафин был назначен старшим строителем однотипных бронепалубных крейсеров «Диана» (заложен 4 июня 1897 года) и «Паллада», строившихся в эллинге Галерного острова в Санкт-Петербурге.
15 февраля 1899 года произведён в старшие судостроители и назначен на одноимённую должность Кронштадтского порта.
В 1900 году А. И. Мустафин был назначен старшим строителем крейсера «Витязь», первым крейсером типа «Богатырь», который должен был быть построенным в России. По поручению МТК А. И. Мустафин произвёл вычисления основных параметров крейсера. 23 мая 1901 года состоялась официальная церемония закладки корабля с участием Великого князя Алексея Александровича. 1 июня 1901 года корабль сгорел в результате пожара возникшего на эллинге.
В июне 1901 года последовало приказание управляющего Морским министерством начать постройку нового крейсера типа «Богатырь» взамен погибшего в огне «Витязя». Все заказанное и заготовленное для «Витязя» оборудование было передано на новый корабль — крейсер «Олег». А. И. Мустафин был назначен строителем нового крейсера. 14 августа 1903 года корабль был спущен на воду.
В 1907 году Мустафин из старших судостроителей был переименован в полковники.
В 1908 году произведён в генерал-майоры Корпуса корабельных инженеров и переведён в Кораблестроительный отдел Морского технического комитета, ведал постройкой судов в Севастополе.
С 1908 по 1909 годы — старший помощник Главного инспектора кораблестроения генерала по адмиралтейству А. Н. Крылова.
Умер в 1912 году, похоронен на Большеохтинском кладбище в Санкт-Петербурге.
Посмертно присвоено звание генерал-лейтенант.

## Семья
- Отец — Мустафин Иван Григорьевич (1814—1903)
- Мать — Мустафина Татьяна Степановна (1821—1895)
- Брат — Мустафин Николай Иванович (1844—1896)